# Ero z onega sveta
Ero z onega sveta (hrv. Ero s onoga svijeta) je komična opera v treh dejanjih Jakova Gotovca. Libreto je po motivih narodnih pesmi in zgodb iz Dalmacije napisal Milan Begović. Krstna predstava opere, ki jo je skladatelj pisal v letih 1932-1935, je bila v Zagrebu 2. novembra 1935. 
Opera je kmalu postala zelo priljubljena tudi izven hrvaških meja. Nekajkrat je bila uprizorjena tudi na slovenskih odrih, prvič že leta 1937 v ljubljanski Operi.

## Osebe
- Marko, bogati kmet, bas
- Doma, njegova druga žena,  mezzosopran
- Djula, Markova hči iz prvega zakona, sopran
- Mića (Ero), fant z druge vasi, tenor
- Sima, mlinar, bariton
- Pastirček, sopran
- Deček, tenor
- dekleta, žene, fantje, pastirji, trgovci, otroci, kmetje in kmetice

## Vsebina
Zgodba se odvija jeseni v majhni vasi nekje pod Dinaro.

### Prvo dejanje
Markovo posestvo.
Na posestvu bogatega kmeta Marka dekleta ličkajo koruzo in prepevajo. Vsi so veseli, le gospodarjeva hči Djula je otožna, ker ji je nedavno umrla mati, mačeha pa je ne mara. Djulin otožni glas prebudi Mića, mladeniča, ki je spal na seniku in ki ga tod nihče ne pozna. Prisluhne tožbi in petju in vtem nerodno pade med dekleta. Prestrašijo se ga, ker mislijo, da je padel z neba. Zato se tako naivnim dekletom tudi predstavi - jaz sem Ero z onega sveta.
Začne jim tveziti o življenju zgoraj in prenaša pozdrave njihovih pokojnikov. Pripoved prekine Doma, ki je jezna, ker dekleta ne delajo. Mića jo pod pretvezo pošlje nazaj v hišo, Djuli pa pove, da ga je njena pokojna mati izbrala in poslala za bodočega moža.
Ko se dogovarjata, kako bi očeta Marka prepričala, da bi privolil v njuno poroko, pride oče in prežene Mića, saj doma ne želi imeti opravka še s siromašnim zetom. Doma, do katere so tudi že prišle novice o neznancu z onega sveta, po Markovem odhodu naleti na Mića in ga začne spraševati o svojem pokojnem možu. Ko sliši iz Mićinih ust, da se njen pokojni mož v nebesih pritožuje, da v cerkvi nikoli ničesar ne daruje za njegovo dušo, hitro Mići izroči nogavico s prihranki. Mića nato vesel odhiti s prizorišča. 
Marko, brž ko sliši, kaj je storila Doma, zbere može, ki se s konji odpravijo iskat Mića.  

### Drugo dejanje
V mlinu.
Mlinar Sima melje in prepeva, ko prihitijo ženske mleti moko. Vsem želi ugoditi, tudi Domi, ki pa hoče iti preko vrste. Med ženskami se zato vname prepir, Djula miri mačeho, le-ta pa se znese nad njo.
Djula je žalostna, mlinar Sima jo pomiri, zato odide z drugimi dekleti iz mlina.
Takoj za tem v mlin prihiti Mića, ki beži pred zasledovalci. Zadihan se preobleče v mlinarjevega pomočnika in preganjalcem pove, da je videl iskanega bežati v planino. Konje zato pustijo pred mlinom in se peš napotijo za Mićem.  
V mlin se je ponovno vrnila Djula. Mića jo sedaj nagovori, naj zbeži z njim na Markovem konju.
Zasledovalci se kmalu vrnejo nazaj, saj spoznajo, da jih je mlinarjev pomočnik grdo potegnil. Marko je seveda jezen nad mlinarjem Simo, čes da bi ga lahko opozoril, da je pomočnik iskani Mića. 
Mladi pastirček pa na koncu besnemu Marku pove, da je videl odhajajoča Mića in Djulo, kako bežita proč na njegovem konju.

### Tretje dejanje
Na vaškem sejmu.
Vaški sejem, velika gneča, vik in krik, vsi se veselijo. Tja prideta tudi Marko in Doma, ki pa se prepirata, ker ji mož ne da denarja, da bi kaj kupila. Doma zato besna odide. Mlinar Sima, ki je tudi tam, Marku pove, da je v resnici Djula odšla z bogatim mladeničem iz sosednje vasi, kjer sedaj srečno živita. Mića namreč ne želi stopiti pred bodočega tasta, dokler ga ta uradno ne povabi k sebi in sprejme v družino. Marko, ki pogreša Djulo, skesan to kmalu stori.
Mića in Djula, svečano oblečena, prideta pred Marka. Vaščani ju radostno sprejmejo. Mića sedaj razloži Marku, da je po materinem nasvetu, preoblečen v siromaka, iskal ženo. Kajti, katera bi ga vzljubila takega, bi mu bila dobra soproga. Zato je sedaj pripravljen vrniti konja in denar, zahteva pa očetov blagoslov k poroki. 
Marko mladima rad podeli svoj blagoslov, navdušenje se konča z velikim kolom.

## Glasbeni primer
Arija Era 